# Janusz Malik
Janusz Grzegorz Malik (Bielsko-Biała, 30 settembre 1964) è un ex saltatore con gli sci polacco.

## Biografia
In Coppa del Mondo esordì il 18 dicembre 1983 a Lake Placid (13°) e ottenne l'unico podio il 24 marzo 1984 a Planica (3°).
In carriera prese parte a un'edizione dei Giochi olimpici invernali, Sarajevo 1984 (30° nel trampolino normale, 46° nel trampolino lungo).

## Palmarès

### Coppa del Mondo
- Miglior piazzamento in classifica generale: 42º nel 1984
- 1 podio (individuale)
  - 1 terzo posto